# Ljambir
Ljambir (oroszul: Лямбирь) falu Oroszországban, Mordvinföldön, a Ljambiri járás székhelye.  
Lakossága: 8457 fő (a 2010. évi népszámláláskor). Régi tatár falu, napjainkban is nagyrészt tatárok lakják. 

## Fekvése
A köztársaság fővárosától, Szaranszktól 15 km-re északra, a Ljambirka folyó partján fekszik. A Szaranszk–Nyizsnyij Novgorod országút mellett (1 km-re), Szaranszk vasútállomásától 12 km-re helyezkedik el.

## Története
A települést 1642-ben alapították Tyemnyikov környékéről érkezett tatárok, akik a szaranszki erődítmény építésén vettek részt. Lakóinak kötelessége volt értesíteni az atyemari erődítmény védőit, ha ellenség közeledett.
Az ún. Ljambiri tatár nemzeti járást 1933-ban alapították a Mordvin Autonóm Terület részeként, Ljambir székhellyel. 1963-ban a járást felszámolták, területét két szomszédos járáshoz csatolták. 1967-ben (1966. december 30-ai határozattal) létrehozták a Ljambiri járást, a település tehát másodszor is járási székhely lett. 
Mecsetét 1998 elején nyitották meg.